# Ana Pauker
Ana Pauker (født Hannah Rabinsohn 13. februar 1893 – 14. juni 1960) var en kommunistisk politiker i Rumænien, og var landets udenrigsminister i slutningen af  1940'erne og begyndelsen af 1950'erne. Hun var det rumænske kommunistpartis uofficielle leder efter anden verdenskrig.

## Liv
Hannah Rabinsohn blev født til en fattig ortodoks jødisk familie i distriktet Vaslui i Moldavien. 
Ana Pauker – hun giftede sig med Marcel Pauker,  var uddannet skolelærer. Hun meldte sig ind i  Rumæniens Sosialdemokratiske Parti i 1915 og dets efterfølger, Rumæniens  Socialistparti, i 1916. Hun var aktiv i den pro-bolsjevikiske fløj af partiet som tog kontrollen i organisationen efter partikongressen mellem 8 og 12. maj 1921. Partiet blev da medlem af Komintern under navnet Socialist-Kommunist Partiet. Det skulle senere udvikle sig til Rumæniens Kommunistiske Parti. Pauker og hendes mand, Marcel Pauker, var ledende medlemmer i partiet. De blev begge arresteret i 1922 på grund af deres politiske aktivitet og drog efter fangeskab i eksil til Schweiz.
Hun var i eksil i Moskva i 1941-44 og blev leder af "Moskva"-gruppen af det Rumænske kommunistiske parti. Efter hendes tilbagekomst til Rumænien i 1944 var hun en vigtig figur i partiet, og blev udenrigsminister i 1947. I 1952 blev hun udrenset af lederen af den "hjemlige" gruppe, Gheorghe Gheorghiu-Dej.
Ana og Marcel Pauker fik tre børn. 